# Blepharis swaziensis
Blepharis swaziensis är en akantusväxtart som beskrevs av K. Vollesen. Blepharis swaziensis ingår i släktet Blepharis och familjen akantusväxter. Inga underarter finns listade i Catalogue of Life.